# Golf en los Juegos Olímpicos de París 2024
El golf en los Juegos Olímpicos de París 2024 se realizó en el Golf National, ubicado en Saint-Quentin-en-Yvelines, del 1 al 10 de agosto de 2024.
Fueron disputados en este deporte dos torneos diferentes, el masculino y el femenino. El programa de competiciones se mantuvo como en la edición anterior.

## Clasificación
Participaron en total 120 deportistas (60 hombres y 60 mujeres) de diferentes comités olímpicos nacionales pertenecientes a la Federación Internacional de Golf.

## Calendario
| RP | Rondas preliminares | F | Finales |

| Fecha→ Prueba ↓  | 01 Jue | 02 Vie | 03 Sáb | 04 Dom | 05 Lun | 06 Mar | 07 Mié | 08 Jue | 09 Vie | 10 Sáb |
| ---------------- | ------ | ------ | ------ | ------ | ------ | ------ | ------ | ------ | ------ | ------ |
| Torneo masculino | RP     | RP     | RP     | F      |        |        |        |        |        |        |
| Torneo femenino  |        |        |        |        |        |        | RP     | RP     | RP     | F      |

## Medallistas
| Evento                  | Oro                                           | Plata                                    | Bronce                                   |
| ----------------------- | --------------------------------------------- | ---------------------------------------- | ---------------------------------------- |
| Masculino (4 de agosto) | Scottie Scheffler · Estados Unidos · 265 pts. | Tommy Fleetwood · Reino Unido · 266 pts. | Hideki Matsuyama · Japón · 267 pts.      |
| Femenino (10 de agosto) | Lydia Ko · Nueva Zelanda · 278                | Esther Henseleit · Alemania · 280        | Lin Xiyu · República Popular China · 281 |

## Medallero
| Núm. | País                    | Oro | Plata | Bronce | Total |
| ---- | ----------------------- | --- | ----- | ------ | ----- |
| 1    | Estados Unidos          | 1   | 0     | 0      | 1     |
| 1    | Nueva Zelanda           | 1   | 0     | 0      | 1     |
| 3    | Alemania                | 0   | 1     | 0      | 1     |
| 3    | Reino Unido             | 0   | 1     | 0      | 1     |
| 5    | Japón                   | 0   | 0     | 1      | 1     |
| 5    | República Popular China | 0   | 0     | 1      | 1     |
|      | TOTAL                   | 2   | 2     | 2      | 6     |